# Вицилин
Вицилин (от лат. названия рода Vicia) представляет собой глобулин, эволюционно и структурно близкий к легумину. Функционально вицилин представляет собой запасной белок семян бобовых растений (например: горох, чечевица). Вицилин рассматривается как аллерген, вызывающий аллергическую реакцию на горох.